# Wilhelm Reichert (Politiker)
Wilhelm Georg Reichert (* 3. Juli 1928 in Stockheim; † 7. Juni 2012) war ein deutscher Gewerkschafter und Politiker (SPD).

## Leben und Beruf
Nach dem Besuch der Volksschule wurde Reichert noch gegen Ende des Zweiten Weltkriegs zum Dienst an der Waffe eingezogen. Nach dem Kriegsende absolvierte er eine Ausbildung zum Maurer und arbeitete anschließend in diesem Beruf. Ab 1963 war er als Sekretär des Deutschen Gewerkschaftsbunds in Büdingen tätig.

## Partei
Reichert schloss sich 1955 der SPD an und wurde 1967 zum Vorsitzenden des SPD-Unterbezirks Büdingen gewählt.

## Abgeordneter
Reichert war seit 1960 Ratsmitglied der Gemeinde Stockheim und wurde 1964 zum Vorsitzenden des dortigen Parlament gewählt. Seit 1964 war er außerdem Kreistagsmitglied des Kreises Büdingen. Von 1970 bis 1987 gehörte er dem Hessischen Landtag an. Er wurde im Wahlkreis Wetterau II gewählt.